# Ampelita
Ampelita é um género de gastrópode  da família Acavidae.
Este género contém as seguintes espécies:
- Ampelita ambatoensis
- Ampelita fulgurata
- Ampelita julii
- Ampelita lamarei
- Ampelita soulaiana
- Ampelita owengriffithsi